# Sherwood (Míchigan)
Sherwood es una villa ubicada en el condado de Branch en el estado estadounidense de Míchigan. En el Censo de 2010 tenía una población de 309 habitantes y una densidad poblacional de 0,12 personas por km².

## Geografía
Sherwood se encuentra ubicada en las coordenadas 41°59′58″N 85°14′22″O / 41.99944, -85.23944. Según la Oficina del Censo de los Estados Unidos, Sherwood tiene una superficie total de 2545.96 km², de la cual 2545.95 km² corresponden a tierra firme y (0%) 0 km² es agua.

## Demografía
Según el censo de 2010, había 309 personas residiendo en Sherwood. La densidad de población era de 0,12 hab./km². De los 309 habitantes, Sherwood estaba compuesto por el 95.15% blancos, el 0.65% eran afroamericanos, el 3.56% eran amerindios, el 0% eran asiáticos, el 0% eran isleños del Pacífico, el 0% eran de otras razas y el 0.65% pertenecían a dos o más razas. Del total de la población el 0.32% eran hispanos o latinos de cualquier raza.